# Château de Praingy
Le château de Praingy est un édifice situé à Agonges, en France.

## Localisation
Le château est situé sur le territoire de la commune d'Agonges, dans le département de l'Allier, en région Auvergne-Rhône-Alpes.

## Description
Le château de Praingy est une maison de maître édifée sur ses terres. Un ancien lavoir a été restauré dans le parc.

## Historique
La première mention d’un propriétaire du château date du 8 septembre 1610, concerne Antoine de Gastel, seigneur de Marcibaut et Pringy. La construction du château actuel date du XIXe siècle. Il a été construit sur l'emplacement d'une ancienne motte féodale.